# ايليا ليغاتي
ايليا ليغاتي (بالإيطالية: Elia Legati)‏ (3 يناير 1986 بفيدنزا في إيطاليا - ) هو لاعب كرة قدم إيطالي في مركز الدفاع. شارك مع منتخب إيطاليا تحت 19 سنة لكرة القدم ومنتخب إيطاليا تحت 20 سنة لكرة القدم. أما مع النوادي، فقد لعب مع إيه سي ميلان ونادي بادوفا ونادي برو فيرتشيلي ونادي فينيزيا ونادي كاربي ونادي كروتوني ونادي لنيانو ونادي موناكو ونادي نوفارا.

## روابط خارجية
- ايليا ليغاتي على موقع قاعدة بيانات كرة القدم.إي يو (الإنجليزية)
- ايليا ليغاتي على موقع Soccerway.com (الإنجليزية)
- ايليا ليغاتي على موقع عالم كرة القدم.نت (الإنجليزية)